# Florian Zeller
Florian Zeller (Párizs, 1979. június 28. –) Oscar-díjas francia író, dramaturg, forgatókönyvíró, filmrendező.

## Életútja
Florian Zeller 1979. június 28-án született Párizsban, felsőfokú tanulmányait a Párizsi Politikai Tanulmányok Intézetében végezte, ahol diplomaszerzését követően (2001) irodalmat és filozófiát tanított. A kortárs francia szépirodalom fiatal(abb) generációjának meghatározó alakjaként számon tartott szerzőt irodalmi munkásságáért számos elismerésben részesítették.
2007-ben jelent meg magyar fordításban második regénye a Lehetetlen szeretők (Les Amants du n’importe quoi), színpadi művei közül magyar színpadokon a Molière-díjjal elismert Az apa, A másik, valamint Az igazság kerültek bemutatásra.
"Az irodalmat olyan sorvezetőnek tartom, amelyen keresztül sok mindent meg lehet érteni. Nem csak a politikát, hanem egyáltalán az életet is más megvilágításba helyezi, segít észrevenni az összefüggéseket. Ahhoz, hogy eligazodjunk a világban, elengedhetetlen, hogy olvassunk."
"A regényírás magányos tevékenység, a színházi irodalom viszont olyan művészeti forma, amellyel eleve másokhoz szólunk, kicsit nevelni is akarunk vele. A színdarabban nem feledkezik bele saját magába az író, mert azt a színészeknek és a közönségnek szánja."

### Magánélete
- Felesége: Marine Delterme (házas: 2010-től) francia színésznő[15]
- Gyermekei: Roman Delterme

## Fontosabb művei

### Regények[16]
- Neiges artificielles (2002)
- Les Amants du n’importe quoi (2003) – magyar nyelvű kiadásban: Lehetetlen szeretők (ford.: Fekete Vali). Budapest, 2007[17]
- La Fascination du pire (2004)
- Julien Parme (2006)
- La Jouissance (2012)

### Színdarabok
- L'Autre (2004) – magyar változata: A másik[13]
- Le Manège (2005)
- Si tu mourais (2006)
- Elle t'attend (2008)
- La Mère (2010)
- La Vérité (2011) – magyar változata: Az igazság[18]
- Le Père (2012) – magyar változata: Az apa[19]
- Une heure de tranquillité (2013)
- Le Mensonge (2015)
- L'Envers du décor (2016)
- Avant de s'envoler (2016)
- Le Fils (2018)

### Forgatókönyvek
- Kastély Svédországban (2008)[20]
- Ne zavarjatok! (2014)[21]

### Filmrendezések
- Az apa (2020; írta és rendezte)
- A fiú sorsa (2022; írta és rendezte)

## Magyarul
- Lehetetlen szeretők; ford. Fekete Vali; Ráday Könyvesház, Bp., 2007

## Díjak, elismerések
- Művészetek és Irodalom Érdemrendjének lovagja
- Molière-díj
- Prix Interallié